# Stony Brook
Stony Brook es un lugar designado por el censo (en inglés, census-designated place, CDP) situado en municipio de Brookhaven, en el condado de Suffolk, estado de Nueva York, Estados Unidos. Según el censo de 2020, tiene una población de 13 467 habitantes.
Está ubicado en la llamada "North Shore" (Costa Norte) de Long Island.

## Geografía
La localidad está ubicada en las coordenadas 40°54′28″N 73°07′39″O / 40.90778, -73.12750 (40.907804, -73.127479). Según la Oficina del Censo, tiene una superficie total de 16.18 km², de los cuales 15.08 km² corresponden a tierra firme y 1.10 km² están cubiertos de agua.

## Demografía
Según la estimación 2018-2022 de la Oficina del Censo, los ingresos medios de los hogares de la localidad son de $145,487 y los ingresos medios de las familias son de $171,448. Los ingresos per cápita en los últimos doce meses, medidos en dólares de 2022, son de $72,008. Alrededor del 5.6% de la población está por debajo de la línea de pobreza.